# Tjärnmyrtjärnarna, Jämtland
Tjärnmyrtjärnarna är en sjö i Ragunda kommun i Jämtland och ingår i Indalsälvens huvudavrinningsområde.